# Leo Sympher

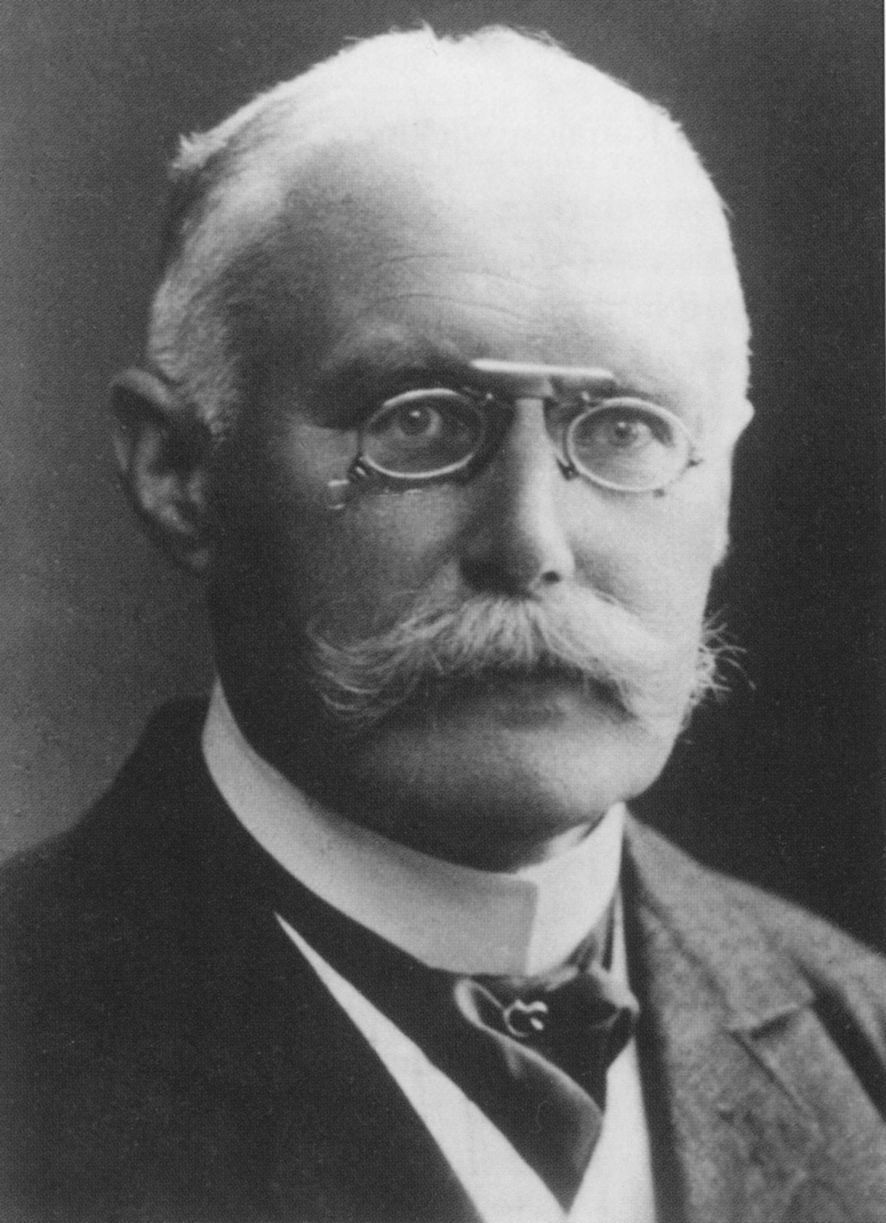
Leo Sympher

Leo Sympher (* 19. Oktober 1854 in Hannoversch Münden; † 16. Januar 1922 in Berlin) war ein deutscher Bauingenieur mit dem Arbeitsschwerpunkt Wasserbau.

## Leben
Sympher trat 1871 in die Kaiserliche Marine ein, wurde 1872 zum Seekadetten ernannt, musste die Marinelaufbahn aber aus gesundheitlichen Gründen aufgeben. Nach ergänzenden Vorbereitungen auf der Realschule 1. Ordnung in Hannover studierte er ab 1874 Ingenieurwesen an der Technischen Hochschule Hannover und wurde dort Mitglied des Corps Saxonia. Nachdem er die beiden Staatsprüfungen abgelegt hatte, war er mehrere Jahre lang im In- und Ausland praktisch tätig. 1883 wurde er im Technischen Büro der Bauabteilung des preußischen Ministeriums der öffentlichen Arbeiten bei der Vorbereitung der Entwürfe für das geplante Wasserstraßennetz beschäftigt. Maßgeblich war er am Bau des Nord-Ostsee-Kanals beteiligt. Er wurde deshalb 1899 endgültig in das Ministerium der öffentlichen Arbeiten berufen. Bis zum Ersten Weltkrieg wirkte er am Bau der Edertalsperre und des Mittellandkanals, dessen Linienführung er festlegte, entscheidend mit. Ende 1915 übernahm er als Oberbau- und Ministerialdirektor die Leitung der Abteilung Wasserbau im preußischen Ministerium.
Sympher war Gründer des Weserbunds und bis zu seinem Tod Präsident der Preußischen Akademie des Bauwesens.

## Ehrungen
1904 erhielt Sympher die Ehrendoktorwürde des Technischen Hochschule Dresden (als Dr.-Ing. E. h.). Innerhalb der Anlagen des Wasserstraßenkreuzes Minden erinnert ein Denkmal vor dem Informationszentrum an ihn, das 1933 nach Entwurf von Baurat Lütke errichtet wurde.
Nach Sympher sind mehrere Straßen benannt, darunter eine in Minden in der Nähe der Schachtschleuse Minden, in Duisburg sowie in Dörverden. Zudem ist er Namensgeber des Leo-Sympher-Berufskollegs in Minden. In Hannover existiert eine Leo-Sympher-Promenade. Das ehemalige Bereisungsschiff des Wasserstraßen- und Schifffahrtsamts Berlin trägt ebenfalls seinen Namen.

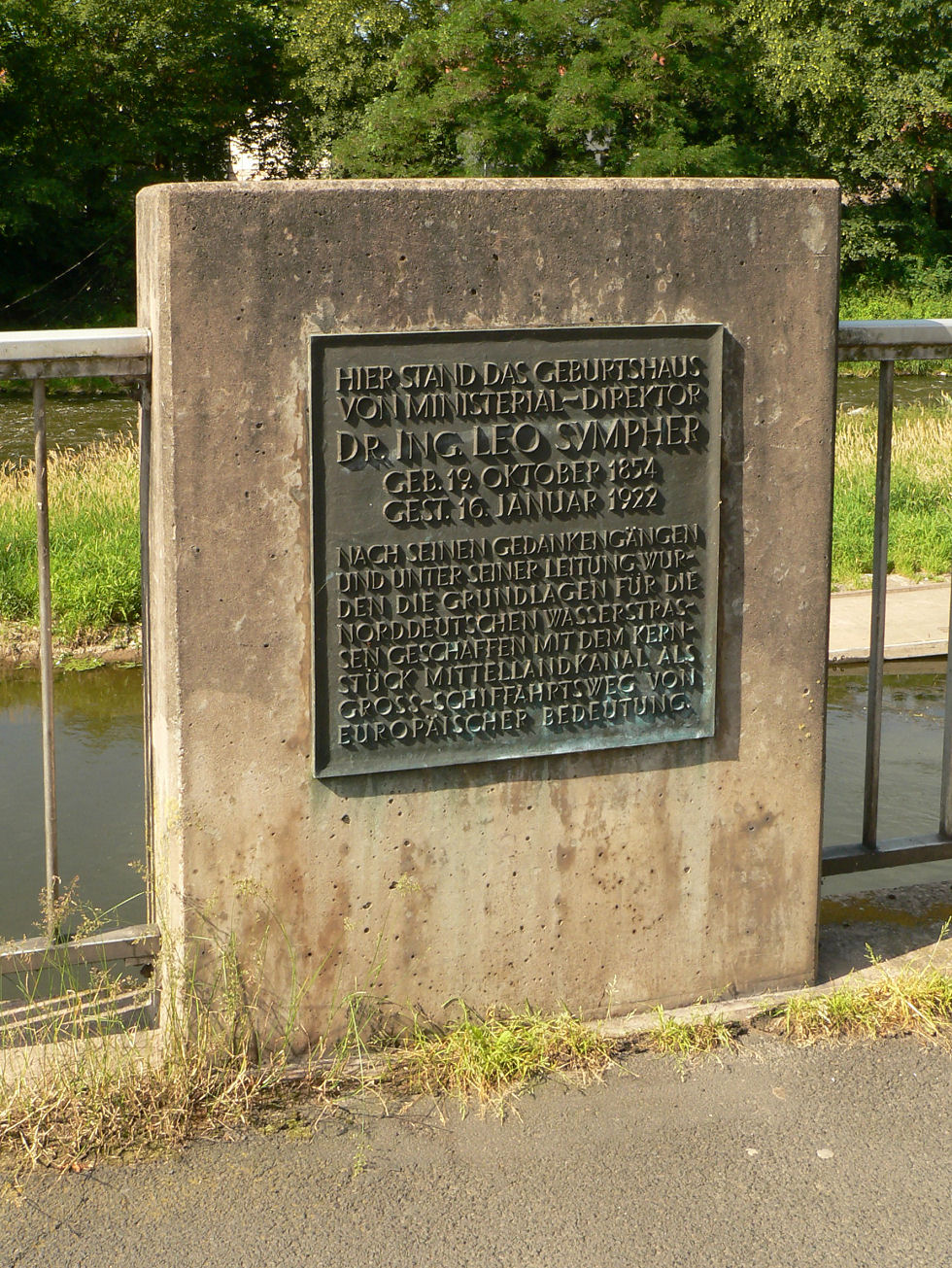
Gedenkstein in Hann. Münden am ehemaligen Standort des Geburtshauses von Leo Sympher in der Vorstadt Blume
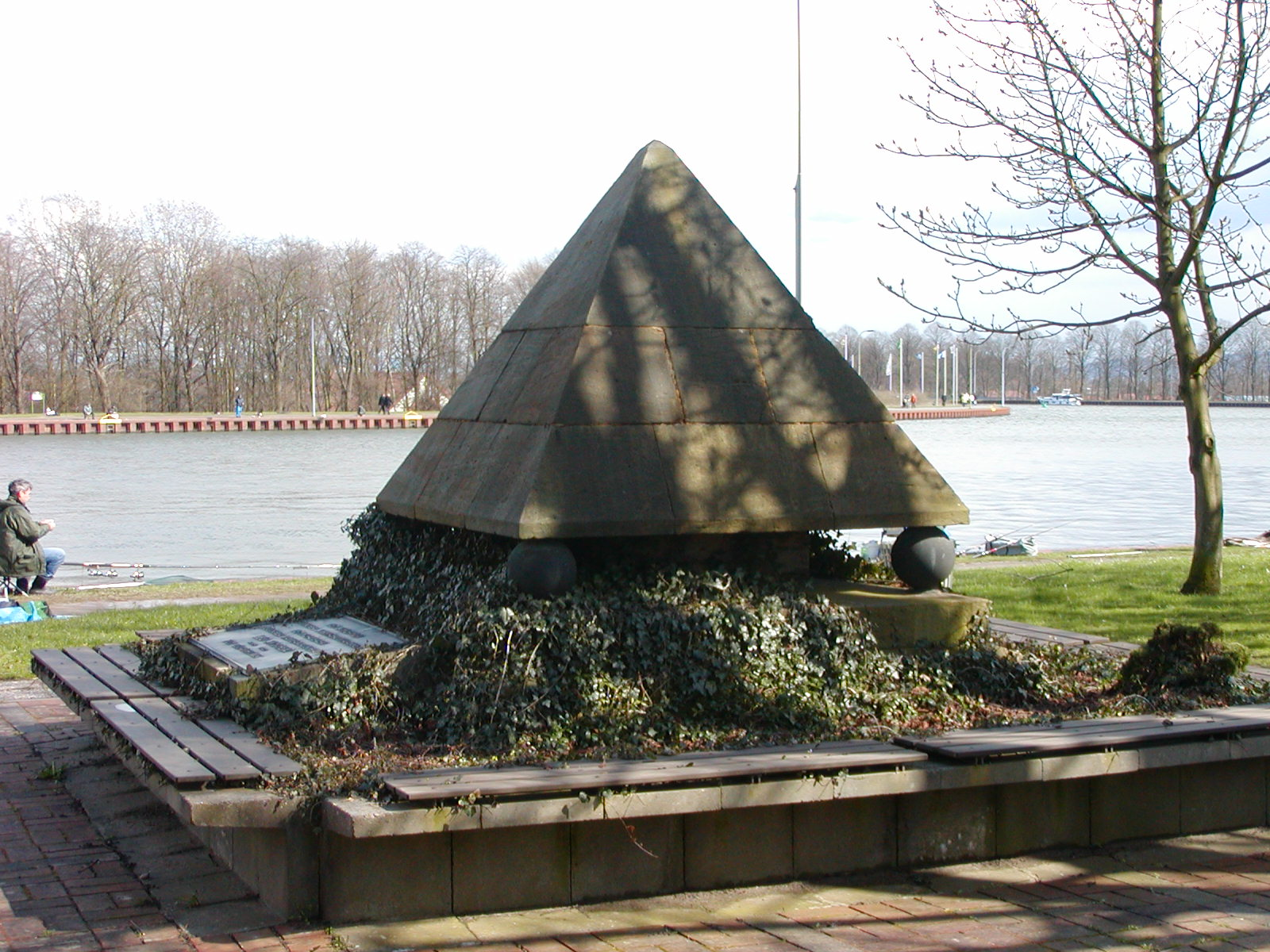
Denkmal für Leo Sympher in Minden
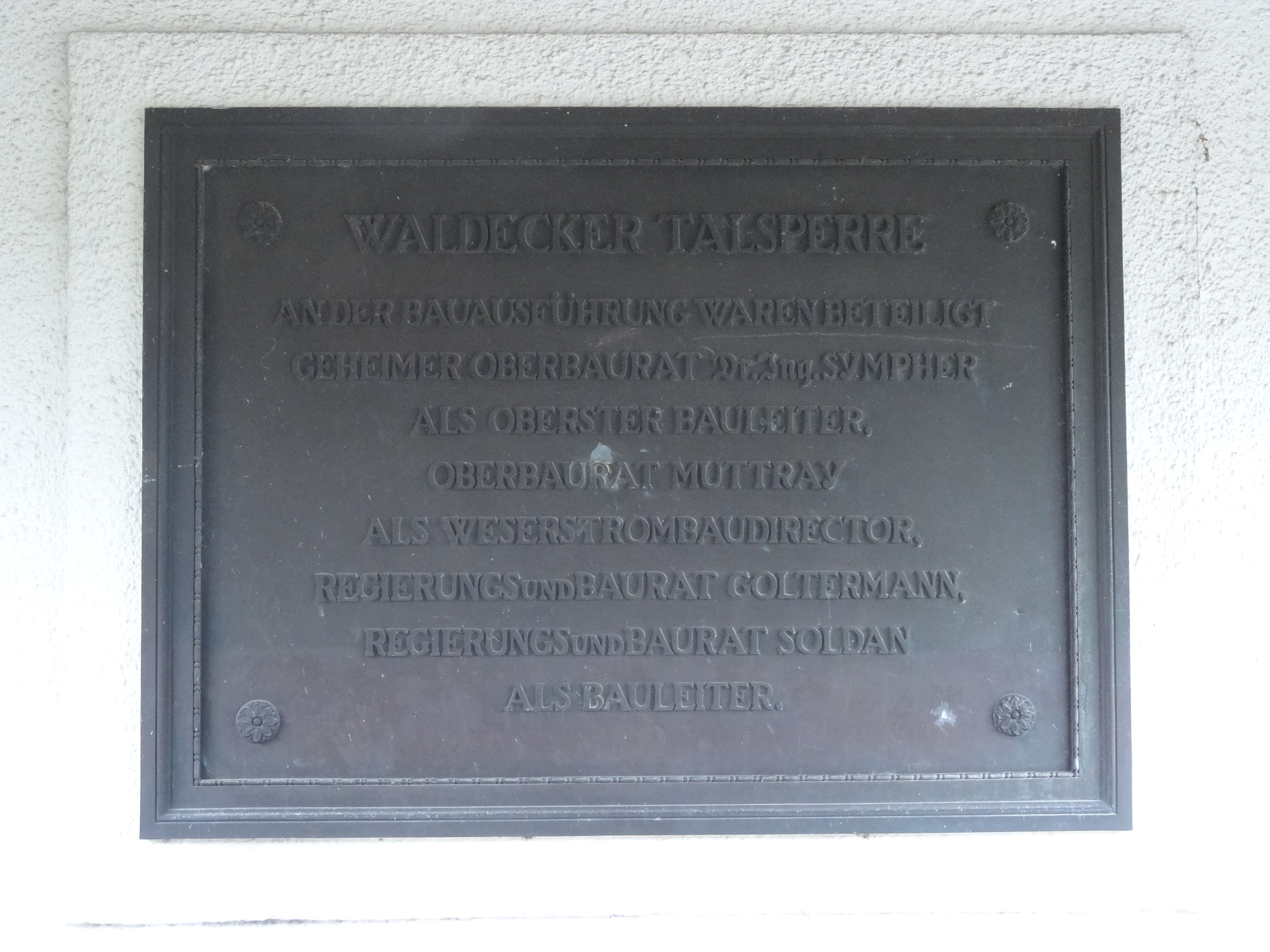
Gedenktafel an der Edertalsperre mit Nennung von Leo Sympher
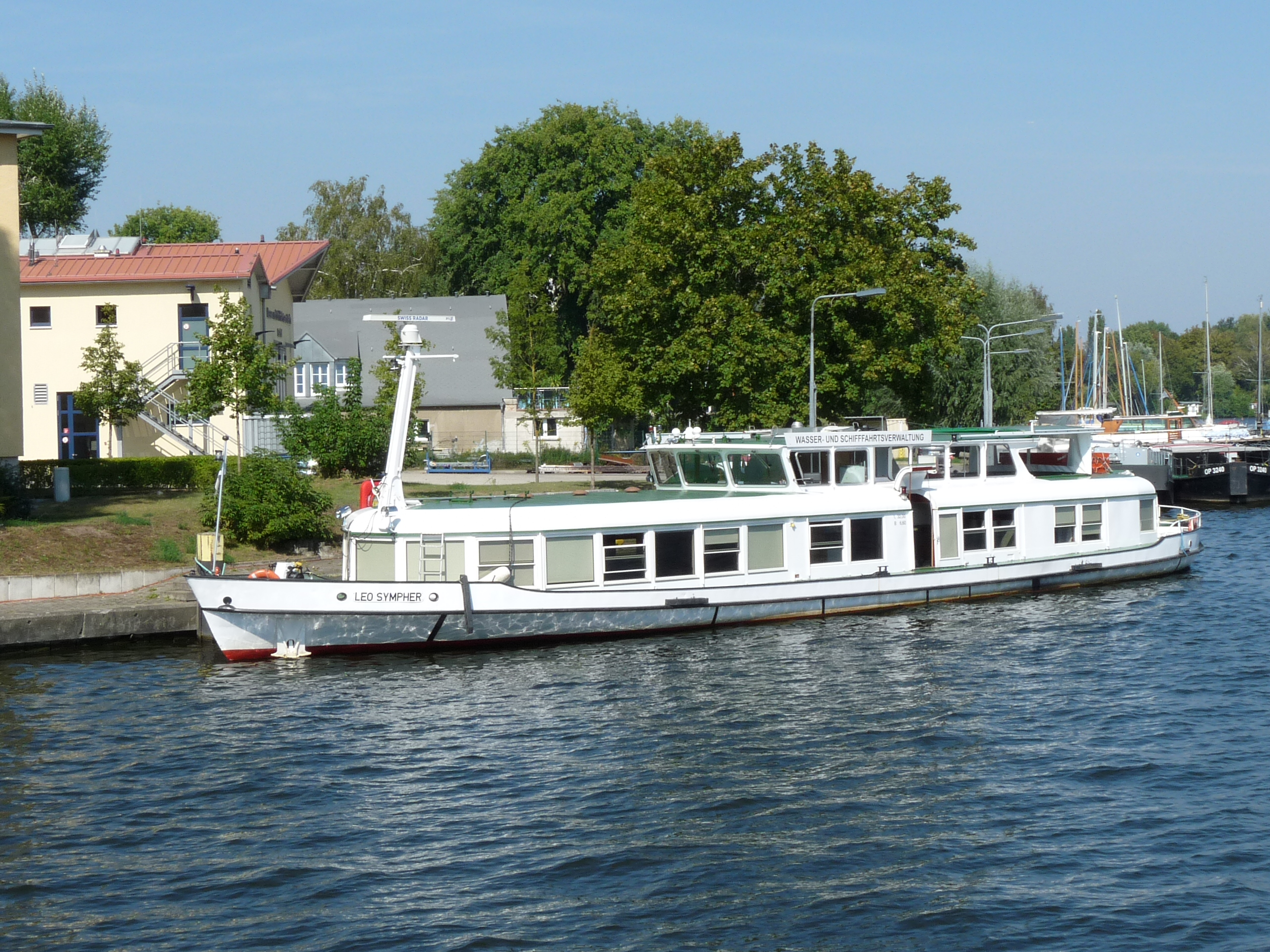
Ehemaliges Bereisungsschiff Leo Sympher